# Europarlamentari del Lussemburgo
Gli europarlamentari del Lussemburgo dal 1979 sono i seguenti.

## Lista

### I legislatura (1979-1984)
Europarlamentari eletti in occasione delle elezioni europee del 1979.
| Europarlamentare | Lista                                     | Gruppo | Gruppo                              |
| ---------------- | ----------------------------------------- | ------ | ----------------------------------- |
| Victor Abens     | Partito Operaio Socialista Lussemburghese |        | Gruppo Socialista                   |
| Fernand Boden    | Partito Popolare Cristiano Sociale        |        | Gruppo del Partito Popolare Europeo |
| Colette Flesch   | Partito Democratico                       |        | Gruppo Liberale e Democratico       |
| Jacques Santer   | Partito Popolare Cristiano Sociale        |        | Gruppo del Partito Popolare Europeo |
| Gaston Thorn     | Partito Democratico                       |        | Gruppo Liberale e Democratico       |
| Jean Wolter      | Partito Popolare Cristiano Sociale        |        | Gruppo del Partito Popolare Europeo |

- In data 19.07.1979 a Fernand Boden subentra Marc MJA Fischbach.
- In data 19.07.1979 a Jacques Santer subentra Jean Spautz.
- In data 19.07.1979 a Gaston Thorn subentra Jean Hamilius.
- In data 14.08.1979 a Jean Wolter subentra Nicolas Estgen.
- In data 05.03.1980 a Jean Spautz subentra Marcelle Lentz-Cornette.
- In data 26.11.1980 a Colette Flesch subentra René Mart.
- In data 15.02.1982 a Jean Hamilius subentra Charles Goerens.

### II legislatura (1984-1989)
Europarlamentari eletti in occasione delle elezioni europee del 1984.
| Europarlamentare        | Lista                                     | Gruppo | Gruppo                              |
| ----------------------- | ----------------------------------------- | ------ | ----------------------------------- |
| Victor Abens            | Partito Operaio Socialista Lussemburghese |        | Gruppo Socialista                   |
| Nicolas Estgen          | Partito Popolare Cristiano Sociale        |        | Gruppo del Partito Popolare Europeo |
| Colette Flesch          | Partito Democratico                       |        | Gruppo Liberale e Democratico       |
| Marcelle Lentz-Cornette | Partito Popolare Cristiano Sociale        |        | Gruppo del Partito Popolare Europeo |
| Ernest Mühlen           | Partito Popolare Cristiano Sociale        |        | Gruppo del Partito Popolare Europeo |
| Lydie Schmit            | Partito Operaio Socialista Lussemburghese |        | Gruppo Socialista                   |

- In data 09.10.1985 a Colette Flesch subentra Lydie Polfer.
- In data 28.04.1988 a Lydie Schmit subentra Joseph Wohlfart.

### III legislatura (1989-1994)
Europarlamentari eletti in occasione delle elezioni europee del 1989.
| Europarlamentare     | Lista                                     | Gruppo | Gruppo                                     |
| -------------------- | ----------------------------------------- | ------ | ------------------------------------------ |
| Nicolas Estgen       | Partito Popolare Cristiano Sociale        |        | Gruppo del Partito Popolare Europeo        |
| Ben Fayot            | Partito Operaio Socialista Lussemburghese |        | Gruppo Socialista                          |
| Colette Flesch       | Partito Democratico                       |        | Gruppo Liberale, Democratico e Riformatore |
| Robert Ernest Krieps | Partito Operaio Socialista Lussemburghese |        | Gruppo Socialista                          |
| Astrid Lulling       | Partito Popolare Cristiano Sociale        |        | Gruppo del Partito Popolare Europeo        |
| Viviane Reding       | Partito Popolare Cristiano Sociale        |        | Gruppo del Partito Popolare Europeo        |

- In data 12.06.1990 a Colette Flesch subentra Lydie Polfer.
- In data 09.10.1990 a Robert Ernest Krieps subentra Marcel Schlechter.

### IV legislatura (1994-1999)
Europarlamentari eletti in occasione delle elezioni europee del 1994.
| Europarlamentare  | Lista                                     | Gruppo | Gruppo                                                             |
| ----------------- | ----------------------------------------- | ------ | ------------------------------------------------------------------ |
| Ben Fayot         | Partito Operaio Socialista Lussemburghese |        | Gruppo del Partito del Socialismo Europeo                          |
| Astrid Lulling    | Partito Popolare Cristiano Sociale        |        | Gruppo del Partito Popolare Europeo - Democratici Europei          |
| Lydie Polfer      | Partito Democratico                       |        | Gruppo del Partito Europeo dei Liberali, Democratici e Riformatori |
| Viviane Reding    | Partito Popolare Cristiano Sociale        |        | Gruppo del Partito Popolare Europeo - Democratici Europei          |
| Marcel Schlechter | Partito Operaio Socialista Lussemburghese |        | Gruppo del Partito del Socialismo Europeo                          |
| Jup Weber         | I Verdi                                   |        | Gruppo Verde                                                       |

- In data 25.10.1994 a Lydie Polfer subentra Charles Goerens.

### V legislatura (1999-2004)
Europarlamentari eletti in occasione delle elezioni europee del 1999.
| Europarlamentare | Lista                                     | Gruppo | Gruppo                                                             |
| ---------------- | ----------------------------------------- | ------ | ------------------------------------------------------------------ |
| Robert Goebbels  | Partito Operaio Socialista Lussemburghese |        | Gruppo del Partito del Socialismo Europeo                          |
| Charles Goerens  | Partito Democratico                       |        | Gruppo del Partito Europeo dei Liberali, Democratici e Riformatori |
| Jacques F. Poos  | Partito Operaio Socialista Lussemburghese |        | Gruppo del Partito del Socialismo Europeo                          |
| Viviane Reding   | Partito Popolare Cristiano Sociale        |        | Gruppo del Partito Popolare Europeo - Democratici Europei          |
| Jacques Santer   | Partito Popolare Cristiano Sociale        |        | Gruppo del Partito Popolare Europeo - Democratici Europei          |
| Claude Turmes    | Verdi                                     |        | I Verdi/Alleanza Libera Europea                                    |

(Viviane Reding risulta in carica con decorrenza 07.08.1999)
- In data 07.08.1999 a Charles Goerens subentra Colette Flesch.
- In data 16.09.1999 a Viviane Reding subentra Astrid Lulling.

### VI legislatura (2004-2009)
Europarlamentari eletti in occasione delle elezioni europee del 2004.
| Europarlamentare        | Lista                                     | Gruppo | Gruppo                                                           |
| ----------------------- | ----------------------------------------- | ------ | ---------------------------------------------------------------- |
| Robert Goebbels         | Partito Operaio Socialista Lussemburghese |        | Gruppo del Partito del Socialismo Europeo                        |
| Erna Hennicot-Schoepges | Partito Popolare Cristiano Sociale        |        | Gruppo del Partito Popolare Europeo - Democratici Europei        |
| Astrid Lulling          | Partito Popolare Cristiano Sociale        |        | Gruppo del Partito Popolare Europeo - Democratici Europei        |
| Lydie Polfer            | Partito Democratico                       |        | Gruppo dell'Alleanza dei Democratici e dei Liberali per l'Europa |
| Jean Spautz             | Partito Popolare Cristiano Sociale        |        | Gruppo del Partito Popolare Europeo - Democratici Europei        |
| Claude Turmes           | Verdi                                     |        | I Verdi/Alleanza Libera Europea                                  |

### VII legislatura (2009-2014)
Europarlamentari eletti in occasione delle elezioni europee del 2009.
| Europarlamentare | Lista                                     | Gruppo | Gruppo                                                           |
| ---------------- | ----------------------------------------- | ------ | ---------------------------------------------------------------- |
| Georges Bach     | Partito Popolare Cristiano Sociale        |        | Gruppo del Partito Popolare Europeo                              |
| Frank Engel      | Partito Popolare Cristiano Sociale        |        | Gruppo del Partito Popolare Europeo                              |
| Robert Goebbels  | Partito Operaio Socialista Lussemburghese |        | Alleanza Progressista dei Socialisti e dei Democratici           |
| Charles Goerens  | Partito Democratico                       |        | Gruppo dell'Alleanza dei Democratici e dei Liberali per l'Europa |
| Astrid Lulling   | Partito Popolare Cristiano Sociale        |        | Gruppo del Partito Popolare Europeo                              |
| Claude Turmes    | Verdi                                     |        | I Verdi/Alleanza Libera Europea                                  |

### VIII legislatura (2014-2019)
Europarlamentari eletti in occasione delle elezioni europee del 2014.
| Europarlamentare     | Lista                                     | Gruppo | Gruppo                                                           |
| -------------------- | ----------------------------------------- | ------ | ---------------------------------------------------------------- |
| Georges Bach         | Partito Popolare Cristiano Sociale        |        | Gruppo del Partito Popolare Europeo                              |
| Mady Delvaux-Stehres | Partito Operaio Socialista Lussemburghese |        | Alleanza Progressista dei Socialisti e dei Democratici           |
| Frank Engel          | Partito Popolare Cristiano Sociale        |        | Gruppo del Partito Popolare Europeo                              |
| Charles Goerens      | Partito Democratico                       |        | Gruppo dell'Alleanza dei Democratici e dei Liberali per l'Europa |
| Viviane Reding       | Partito Popolare Cristiano Sociale        |        | Gruppo del Partito Popolare Europeo                              |
| Claude Turmes        | Verdi                                     |        | I Verdi/Alleanza Libera Europea                                  |

- In data 20.06.2018 a Claude Turmes subentra Tilly Metz.
- In data 02.09.2018 a Viviane Reding subentra Christophe Hansen.

### IX legislatura (2019-2024)
Europarlamentari eletti in occasione delle elezioni europee del 2019.
| Europarlamentare    | Lista                                     | Gruppo | Gruppo                                                 |
| ------------------- | ----------------------------------------- | ------ | ------------------------------------------------------ |
| Charles Goerens     | Partito Democratico                       |        | Renew Europe                                           |
| Christophe Hansen   | Partito Popolare Cristiano Sociale        |        | Gruppo del Partito Popolare Europeo                    |
| Tilly Metz          | I Verdi                                   |        | I Verdi/Alleanza Libera Europea                        |
| Nicolas Schmit      | Partito Operaio Socialista Lussemburghese |        | Alleanza Progressista dei Socialisti e dei Democratici |
| Monica Semedo       | Partito Democratico / Indipendente        |        | Renew Europe                                           |
| Isabel Wiseler-Lima | Partito Popolare Cristiano Sociale        |        | Gruppo del Partito Popolare Europeo                    |

- In data 10.12.2019 a Nicolas Schmit subentra Marc Angel.
- In data 26.01.2021 Monica Semedo lascia il Partito Democratico e rimane come indipendente nel gruppo Renew Europe.

### X legislatura (2024-2029)
Europarlamentari eletti in occasione delle elezioni europee del 2024.
| Europarlamentare    | Lista                                         | Gruppo | Gruppo                                                 |
| ------------------- | --------------------------------------------- | ------ | ------------------------------------------------------ |
| Charles Goerens     | Partito Democratico                           |        | Renew Europe                                           |
| Christophe Hansen   | Partito Popolare Cristiano Sociale            |        | Gruppo del Partito Popolare Europeo                    |
| Marc Angel          | Partito Operaio Socialista Lussemburghese     |        | Alleanza Progressista dei Socialisti e dei Democratici |
| Tilly Metz          | I Verdi                                       |        | I Verdi/Alleanza Libera Europea                        |
| Isabel Wiseler-Lima | Partito Popolare Cristiano Sociale            |        | Gruppo del Partito Popolare Europeo                    |
| Fernand Kartheiser  | Partito Riformista di Alternativa Democratica |        | Gruppo dei Conservatori e dei Riformisti Europei       |